# Lunaris Filia ~契約之吻與真紅之瞳~
《Lunaris Filia ~契約之吻與真紅之瞳~》是Whirlpool在2011年9月30日發售的戀愛冒險類型成人遊戲。

## 故事
講述在日本一個城鎮中的教會學校上學男主角速水聰介邂逅生活於現代吸血鬼留學生希爾維亞·露娜·因菲尼塔蘇後的校園故事。

## 登場人物

### 主要角色
速水聰介
在鎮中的教會學校上學學生。真衣的哥哥。前世與希爾維亞定下了契約，今世童年與青梅竹馬紫定下契約。在梅麗斯的能力下恢復了一些前世的記憶。
希爾維亞·露娜·因菲尼塔蘇（聲：五行薺）
從國外過來的留學生。生活於現代的吸血鬼。幾百年前曾經和聰介前世定下血的契約，為此從數百年的長眠中覺醒，帶着僕人來到日本。
水無瀨紫（聲：有栖川みや美）
聰介的青梅竹馬，就讀於同一學校同一年級。
速水真衣（聲：東かりん）
聰介沒有血緣關係的妹妹，一年級學生。由於父親經常外出，基本上與聰介居住在一起。
梅莉斯（聲：青葉林檎）
夢魔。負責侍奉希爾維亞的女僕。與希爾維亞一起轉入同一學校的1年級。
古都春花音（聲：櫻川未央）
3年級學生。祖母是學校的理事長。和速水家有交情。經常對留守家中的速水聰介及真衣兩人多加照顧。
菲莉婭·露娜·因菲尼塔蘇（聲：雪都さお梨）
從國外過來的留學生。教會所屬的吸血鬼。吸血鬼的始祖。

### 其他角色
日野原珠子（聲：北都南）
聰介的班導師。
上杉正虎（聲：城樹翔）
聰介的同班同學。
上杉龍美（聲：みすみ）
正虎的妹妹。真衣的同學。
速水海次朗（聲：花井新太郎）
聰介的父親。

## 主題曲
片頭曲
作詞・歌：美鄉秋 / 作曲・編曲 - Souderia K
片尾曲（第1首）
作詞・歌：NANA / 作曲・編曲：齊藤悠彌
片尾曲「Our Starry」（第2首）
作詞・歌：美鄉秋  / 作曲・編曲：田辺トシノ

## 評價
《Lunaris Filia ~契約之吻與真紅之瞳~》在日本美少女游戏与动画相关商品销售网站Getchu.com的2011年9月销量榜上排名第6名；10月排名第19名；全年排名第34名。

## 外部連結
- 官方网站（日語）